# Kneaje, Sokal
Kneaje (în ucraineană Княже) este localitatea de reședință a comunei Kneaje din raionul Sokal, regiunea Liov, Ucraina.

## Demografie
Componența lingvistică a localității Kneaje
     Ucraineană (99,35%)
     Alte limbi (0,65%)
Conform recensământului din 2001, majoritatea populației localității Kneaje era vorbitoare de ucraineană (99,35%), existând în minoritate și vorbitori de alte limbi.